# 三水街道
三水街道是中华人民共和国江苏省泰州市姜堰区下辖的一个街道办事处。
2014年4月1日，江苏省人民政府批复同意撤销姜堰镇，以原姜堰镇的陈庄居委会和陈庄、新河、石黄、前马、城西、南石、马厂、双寿、陆庄、西陆、唐宁、杏林、东查、西查、三舍、小冯甸、军铺等17个村委会区域，以及果林场区域，设立姜堰区三水街道办事处，同时将梁徐镇新南村委会划归三水街道办事处管理，办事处驻姜堰大道88号。

## 行政区划
三水街道下辖以下村级行政区划单位：
陈庄社区、城西村、新河村、石黄村、前马村、陆庄村、西陆村、南石村、马厂村、双寿村、陈庄村、果林场村、唐宁村、杏林村、东查村、西查村、军铺村、小冯甸村、三舍村和新南村。